# Becca di Luseney
La Becca di Luseney (pron. fr. AFI: [lyzənɛj]; Pic de Luseney in francese) (3.504 m s.l.m.) è una montagna delle Alpi Pennine. Si trova in Valle d'Aosta sullo spartiacque tra la Valpelline, la Valtournenche ed il Vallone di Saint-Barthélemy.

## Ascensione alla vetta

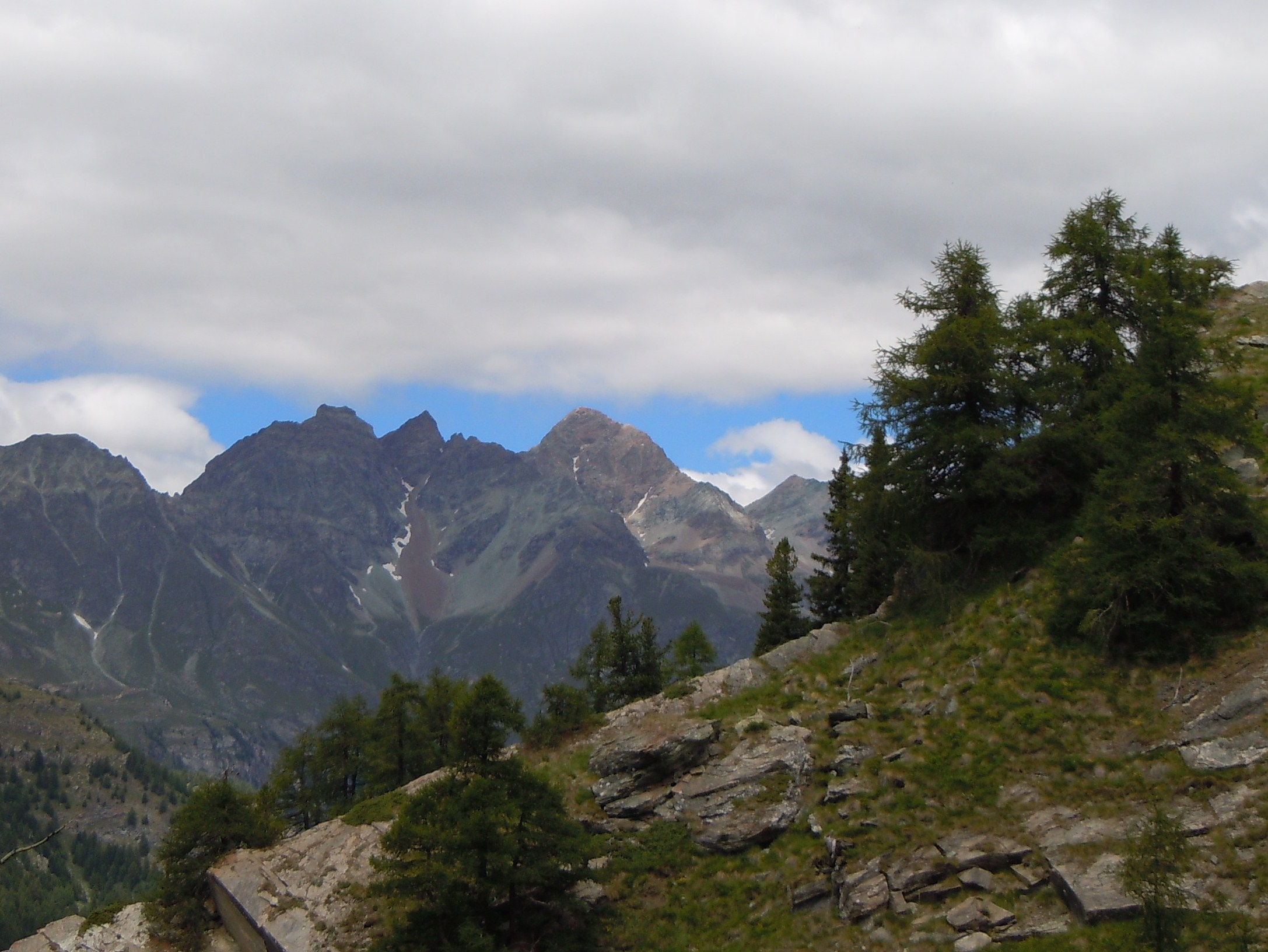
Vista dal Col Fenêtre

È possibile salire sulla vetta percorrendo l'intero Vallone di Saint-Barthélemy e passando per il Bivacco Reboulaz.
Dalla Valpelline, invece, è possibile salire al Colle di Luseney (3.162 m) passando per i vecchi alpeggi di Praz-de-Dieu ed il ghiacciaio di Luseney; dal colle si raggiunge la vetta attraverso una serie di balzi di roccia, spesso franosa, intervallati da residui glaciali. In questo caso può essere utile come punto di appoggio il bivacco Bivacco Chentre-Bionaz, inaugurato nel 2010 del comune di Bionaz.

## La frana
L'8 di giugno del 1952 un'enorme massa di detriti si staccò dalla parete OSO fra le quote di 2900 e 3200 metri. La frana, che colmò il fondo della Valpelline, fece perdere la vita a quattro uomini. I detriti travolsero anche una mandria di mucche per poi risalire di un centinaio di metri sul versante opposto. Attualmente il fondo della valle è coperto da uno strato di detriti di spessore compreso fra i 70-80 metri nella gola di Poullayes sino ai 7 m del conoide del Grand-Chamin. Sul luogo dove sorgeva il piccolo abitato di Chamin (pron. Sciamèn) è stata eretta una cappella in memoria del tragico evento, mentre sul fianco della becca di Luseney è tuttora visibile la traccia lasciata dalla frana.